# Cerkiew Opieki Najświętszej Maryi Panny w Bednarce
Cerkiew Opieki Najświętszej Maryi Panny w Bednarce – dawna cerkiew greckokatolicka w Bednarce, wzniesiona w 1900.
Po 1947 przejęta i użytkowana jako kościół rzymskokatolicki. Pełni funkcję kościoła pomocniczego parafii w Lipinkach.
Cerkiew wpisano na listę zabytków w 1990.

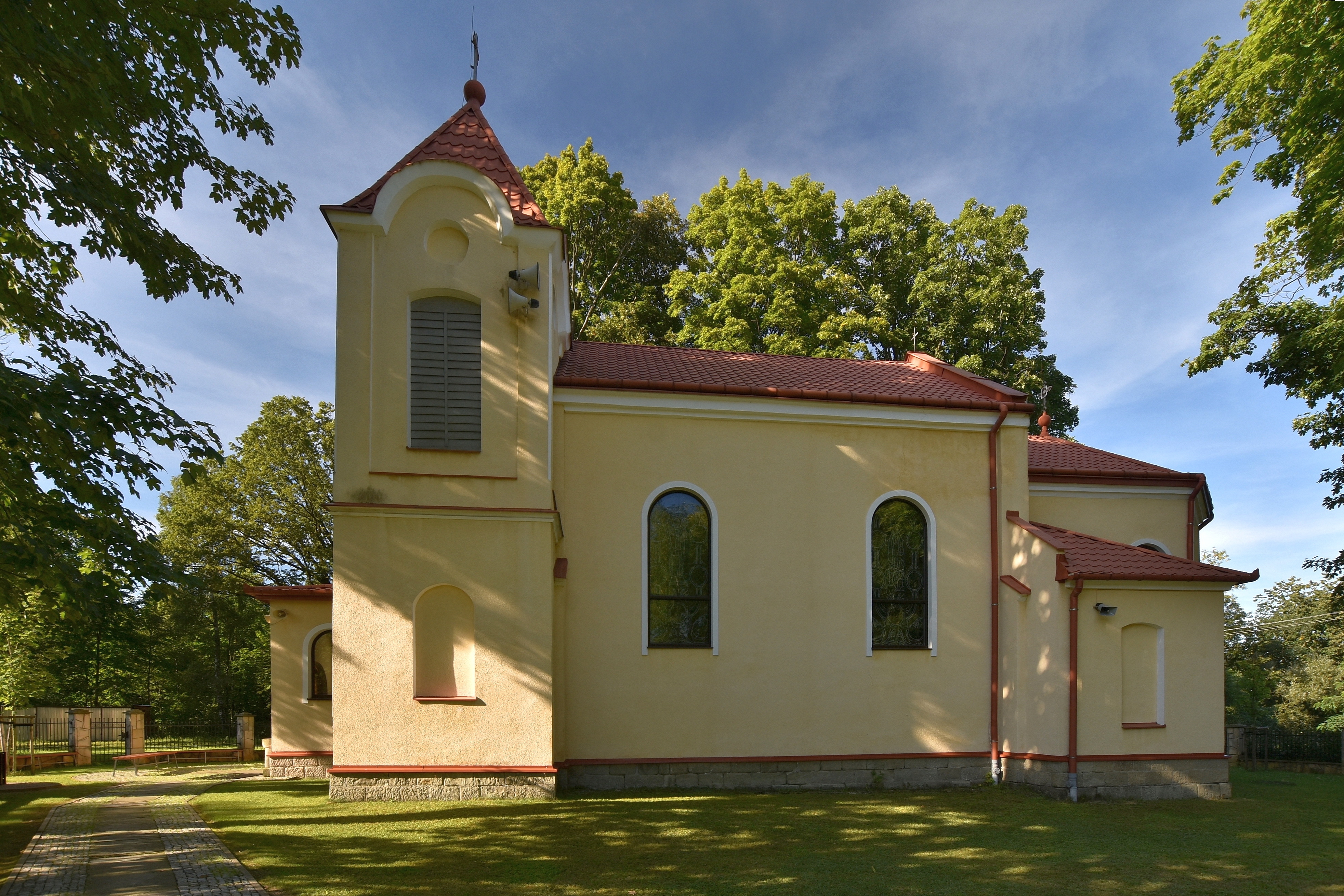
Elewacja południowa
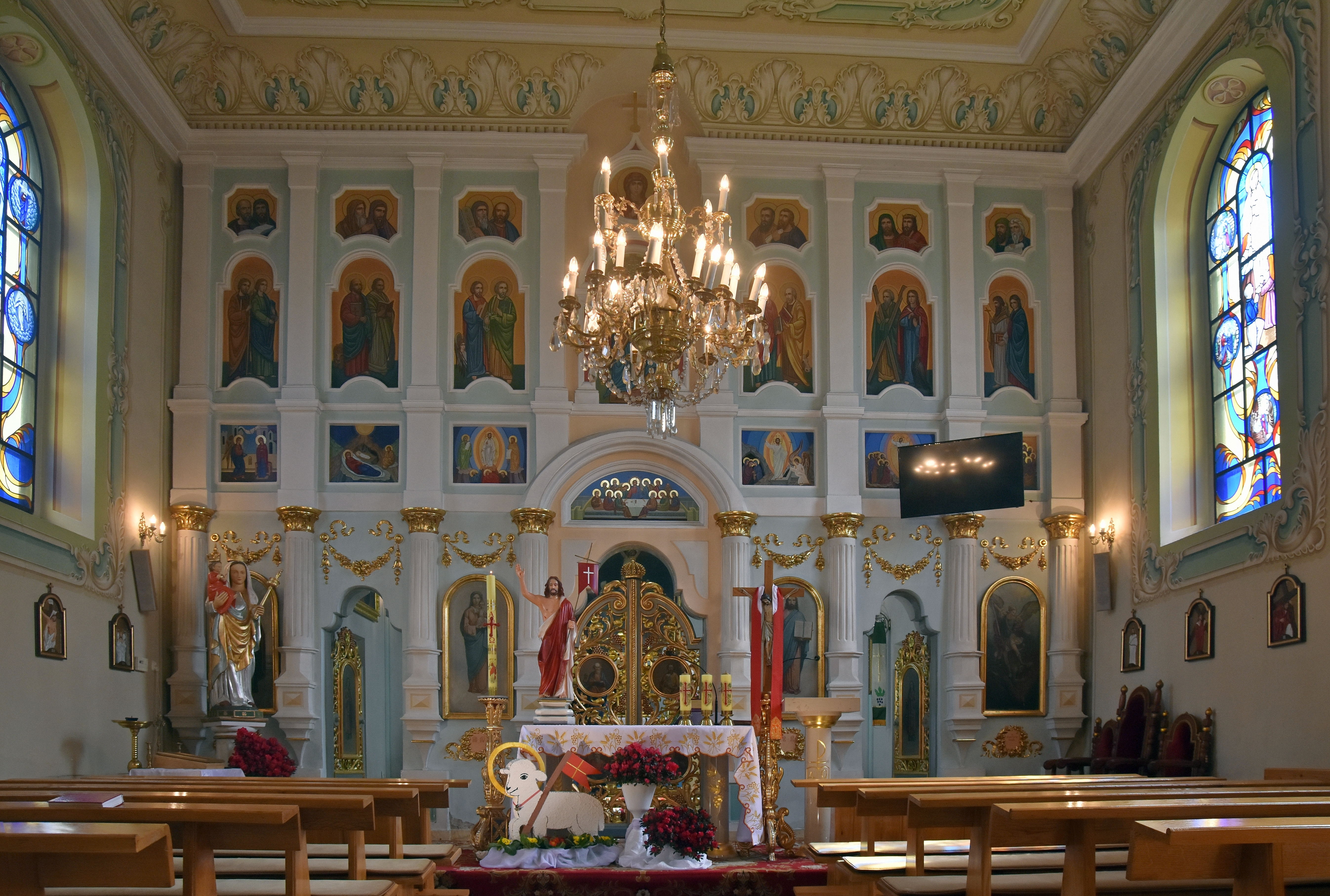
Ikonostas
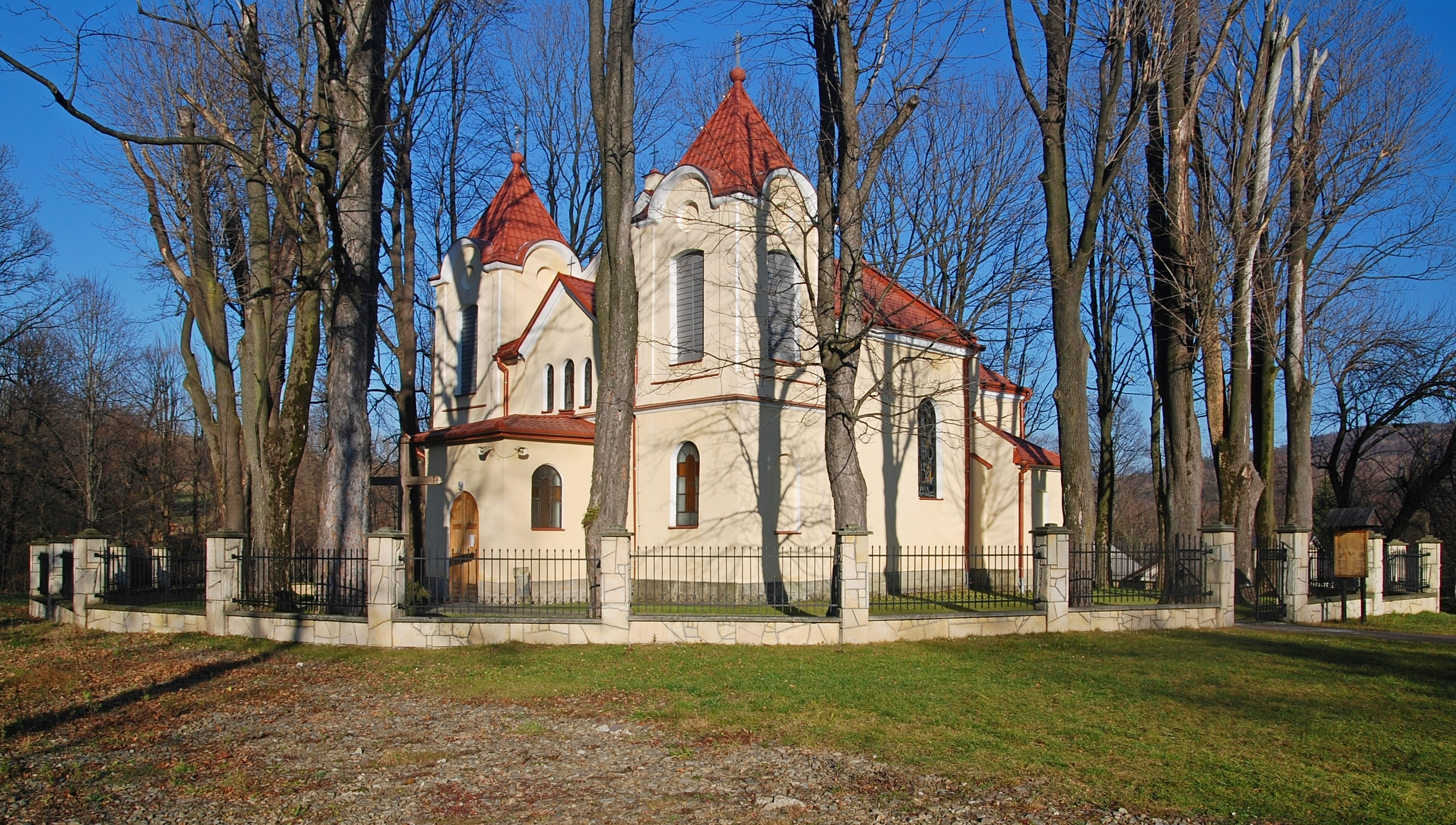
Widok ogólny
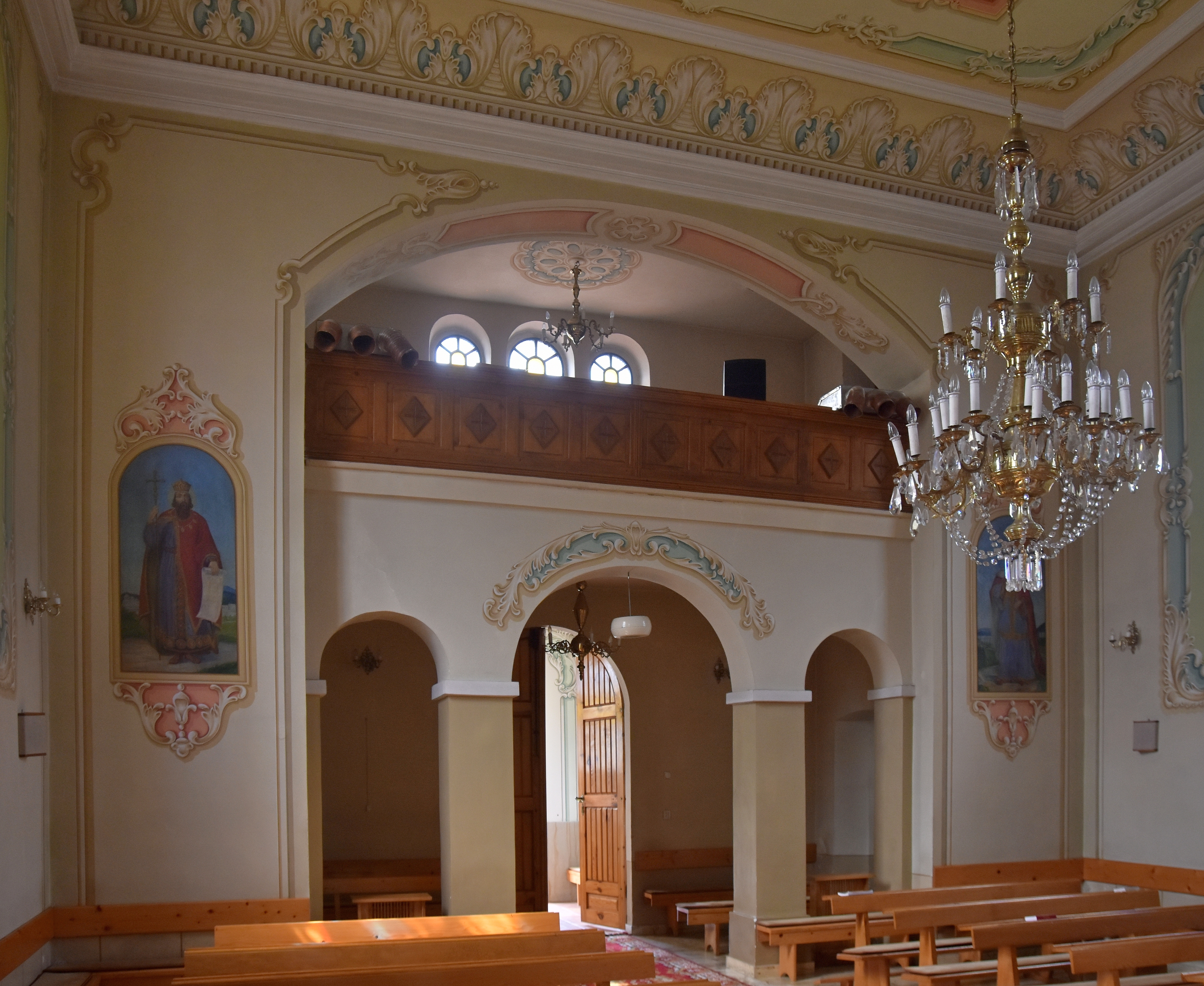
Empora
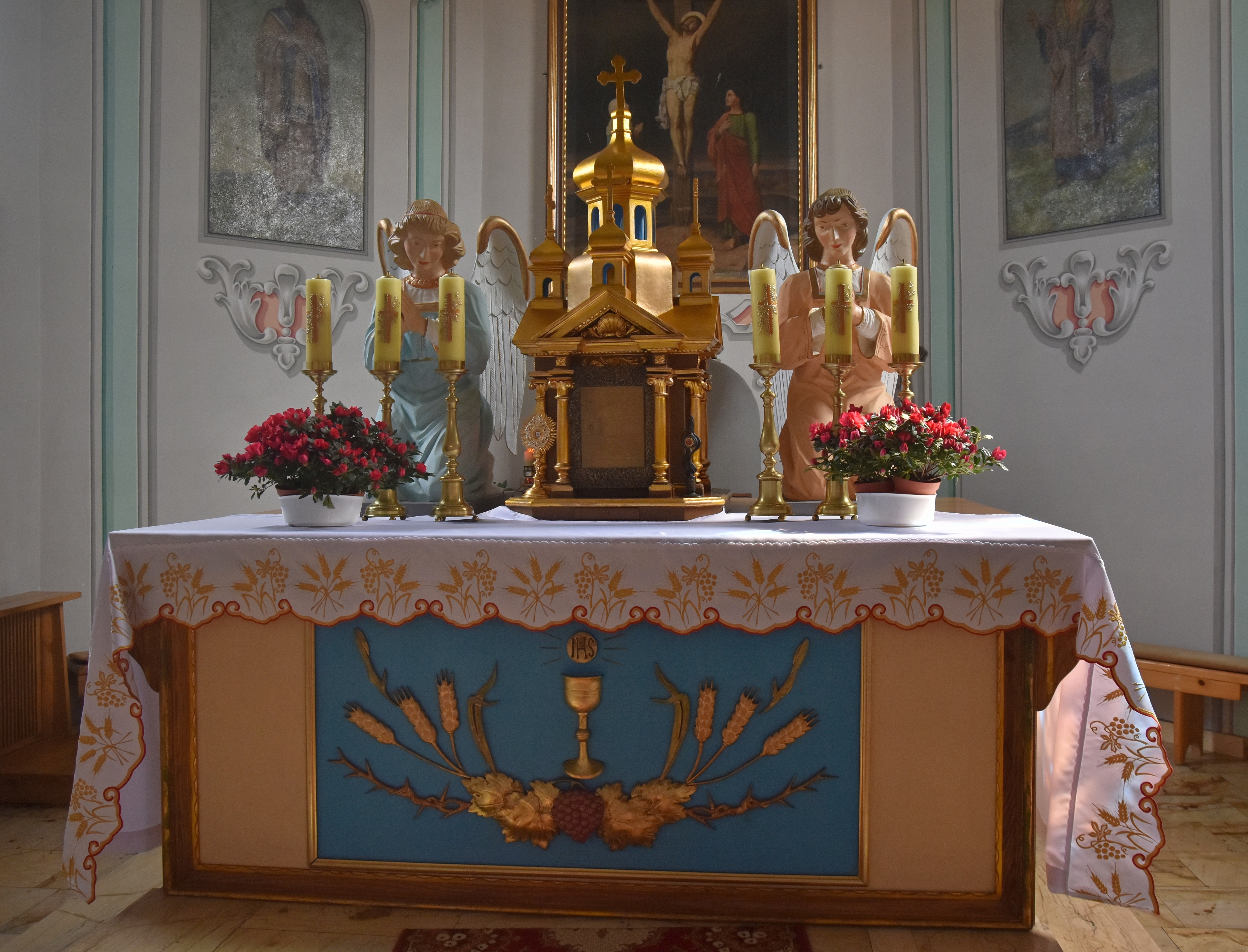
Sanktuarium
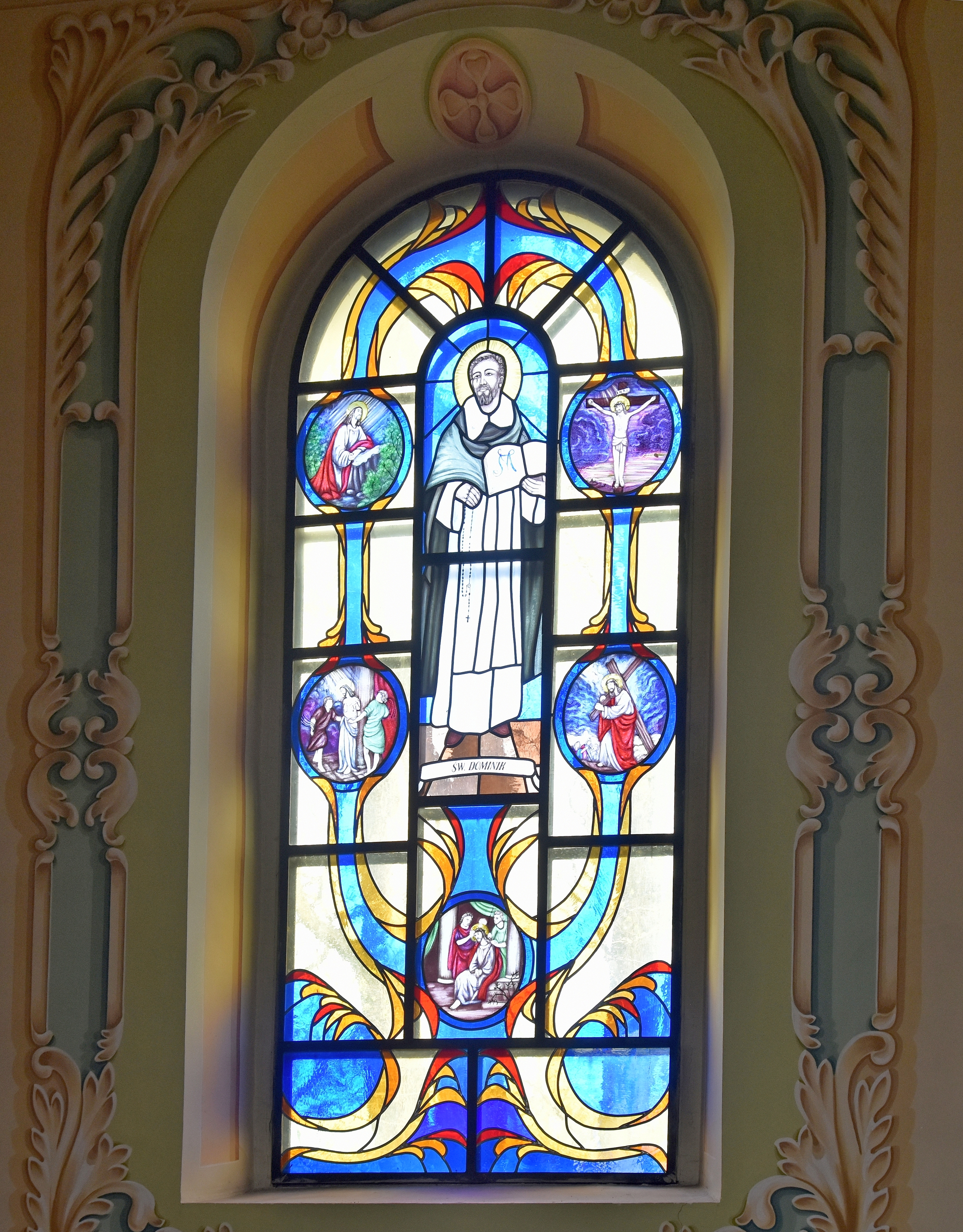
Witraże